# 권원보험
권원보험 혹은 타이틀 보험, 명의 보험은 부동산 매매 과정에서 해당 부동산의 소유권을 증명하고 보증하는 보험을 말한다. 타이틀 보험은 부동산 매매를 위한 에스크로가 종결되는 시점부터 해당 부동산 소유권과 관련된 어떠한 결격 사항이나 하자로 인해 바이어와 은행이 손해보지 않도록 보증해 주는 데 목적이 있다.

## 권원보험의 종류
매도인이 자신의 비용으로 매수인을 위해 가입하는 보험과 부동산 구입 자금을 빌려준 은행이나 융자 기관을 위해 매수인이 가입하는 보험의 두 종류가 있다.

## 보험이 없을 경우 문제점
권원보험이 없을 경우, 해당부동산에 유치권 담보나 저당권, 세금 미납으로 인한 법원 강제집행, 지역권 등 문제가 부동산 소유권에 문제가 될 수 있다.
(abstract of title)와 타이틀의 계승(chain of title) 같은 내용을 정확히 분석하여 최초 소유자로부터 현시점까지 계속되어온 소유권에 영향을 끼치는 모든 양도 증서 저당권 세금 미납 유치권 법적 소송 문제 등에 대해 조사 확인하게 되고 나타난 모든 결격 사항이나 하자를 에스크로가 종결될 때 셀러에게 정리하게 함으로써 깨끗한 상태의 부동산을 바이어가 인수할 수 있게 하는 것이다.

## 같이 보기
- 소유권의 계승
- 소유권 계보